# 穆拉亚姆·辛格·亚达夫
穆拉亚姆·辛格·亚达夫（英語：Mulayam Singh Yadav，1939年11月22日—2022年10月10日）生于印度北方邦埃塔瓦，印度政治人物，印度社會黨创始人。

## 生平
1939年生于北方邦埃塔瓦。早年先后从埃塔瓦的K.K.学院（K.K. College）、斯希科哈巴德的A.K.学院（A.K. College）、阿格拉大学B.R.学院（B.R. College）获得文学士（B.A.）、神学士（B.T.）以及政治学文学硕士（M.A.）学位。
1989年到1991年、1993年到1995年、2003年到2007年，担任北方邦首席部长。1996年到1998年，在联合阵线政府中，担任印度国防部部长。在2014年印度大选中，当选第十六届人民院议员。
2014年印度大选期间，2014年4月10日在北方邦一次集会上，身为印度社会主义党领导人的亚达夫就印度黑公交轮奸案3名罪犯在孟买被判死刑发表看法，认为量刑过重，今后应谋求修改有关法律。他的言论在印度引发强烈不满。4月11日，此案被害医学院女学生的母亲抨击亚达夫“令人作呕、不知羞耻”。印度执政党国民大会党发言人米姆·阿夫扎尔也发言抨击亚达夫。